# سيمون ييتس (دراج)
سيمون ييتس (بالإنجليزية: Simon Yates) مواليد 7 أغسطس 1992 في المملكة المتحدة، هو دراج إنجليزي.

## سباقات أو مراحل فاز بها
| التاريخ        | السباق                              | المركز                                                                 |
| -------------- | ----------------------------------- | ---------------------------------------------------------------------- |
| 11 سبتمبر 2011 | تور دي أفينير 2011                  | العاشر في تصنيف النقاط                                                 |
| 01 يناير 2013  | طواف بريطانيا 2013                  |                                                                        |
| 10 أبريل 2013  | Côte picarde 2013                   |                                                                        |
| 31 أغسطس 2013  | تور دي أفينير 2013                  | العاشر في التصنيف العام، الخامس في تصنيف النقاط                        |
| 12 أبريل 2014  | طواف إقليم الباسك 2014              | المرتبة 12 في التصنيف العام                                            |
| 14 أكتوبر 2014 | طواف بكين 2014                      | التاسع في تصنيف أفضل شاب                                               |
| 15 مارس 2015   | باريس-نيس 2015                      | السادس في تصنيف أفضل شاب                                               |
| 11 أبريل 2015  | طواف إقليم الباسك 2015              | الخامس في التصنيف العام، الخامس في تصنيف النقاط                        |
| 03 مايو 2015   | طواف روماندي 2015                   | الثاني في تصنيف أفضل شاب، السادس في التصنيف العام                      |
| 14 يونيو 2015  | كريثيديا دو دوفين 2015              |                                                                        |
| 13 سبتمبر 2015 | جائزة مونتريال الكبرى للدراجات 2015 | المرتبة 16 في التصنيف العام                                            |
| 01 يناير 2016  | برويبا فيلافرانسا دي أورديزيا 2016  | الأول في التصنيف العام                                                 |
| 31 يوليو 2016  | سيركويتو دي جيتكسو 2016             |                                                                        |
| 01 أبريل 2017  | جائزة ميغيل إندوراين 2017           | الأول في التصنيف العام                                                 |
| 23 يوليو 2017  | سباق طواف فرنسا 2017                | الأول في تصنيف أفضل شاب، السابع في التصنيف العام                       |
| 01 يناير 2018  | طواف العالم للدراجات 2018           |                                                                        |
| 16 سبتمبر 2018 | طواف إسبانيا 2018                   | الأول في التصنيف العام، الرابع في تصنيف النقاط، السادس في تصنيف الجبال |
| 01 يناير 2019  | طواف أندلوسيا 2019                  | الأول في تصنيف الجبال، السابع في تصنيف النقاط                          |
| 14 سبتمبر 2020 | تيرينو أدرياتيكو 2020               | الأول في التصنيف العام، الثاني في تصنيف الجبال، الثامن في تصنيف النقاط |
| 23 أبريل 2021  | جيرو ديل ترينتينو 2021              | الأول في التصنيف العام، الثالث في تصنيف الجبال                         |
| 01 مايو 2022   | فولتا أستورياس 2022                 | الأول في تصنيف النقاط، الثاني في تصنيف الجبال                          |
| 25 يوليو 2022  | برويبا فيلافرانسا دي أورديزيا 2022  |                                                                        |
| 28 يوليو 2022  | 2022 فولتا كاستيلا ليون             |                                                                        |
| 03 فبراير 2024 | طواف السعودية 2024                  | الأول في التصنيف العام، السادس في تصنيف النقاط                         |
| 01 يونيو 2025  | طواف إيطاليا 2025                   | الأول في التصنيف العام                                                 |

## الميداليات
| الميدالية | المسابقة                               |
| --------- | -------------------------------------- |
| ذهبية     | بطولة العالم للدراجات على المضمار 2013 |

## روابط خارجية
- سيمون ييتس على موقع الاتحاد الدولي للدراجات (الإنجليزية)
- سيمون ييتس على موقع أرشيف الدراجات (الإنجليزية)
- سيمون ييتس على موقع إحصائيات الدراجات الإحترافية (الإنجليزية)
- سيمون ييتس على موقع نسبة الدراجات (الإنجليزية)
- سيمون ييتس على موقع CycleBase (الإنجليزية)
- سيمون ييتس على موقع اللجنة الأولمبية الدولية (الإنجليزية)
- سيمون ييتس على موقع أوليمبيديا (الإنجليزية)
- سيمون ييتس على موقع اللجنة الأولمبية البريطانية (الإنجليزية)
- سيمون ييتس على موقع اتحاد ألعاب الكومنولث (مؤرشف) (الإنجليزية)